# Dives (género)
Dives es un género de aves paseriformes que pertenecen a la familia Icteridae. El género agrupa a 3 especies reconocidas, nativas de América Central y el noroccidente de América del Sur. 

## Especies
En la actualidad se distinguen las siguientes especies:
- Dives atroviolacea (Cuba)
- Dives dives (México y América Central)
- Dives warszewiczi (Ecuador y Perú)